# Lansing (Michigan)
Pour les articles homonymes, voir Lansing.
Lansing est une ville américaine, capitale de l'État du Michigan, située sur la rivière Grande, au nord-ouest de Détroit. Sa population, qui s'élève à 114 297 habitants lors du recensement de 2010, est estimée à 118 427 habitants en 2018.

## Histoire
La région est habitée par les Chippewas lorsque, après 1835, des familles d'immigrés arrivèrent de l'État de New York. Elles revendiquèrent des terres qu'elles avaient achetées mais celles-ci s'avérèrent n'exister que sur le papier. Des colons décidèrent de rester malgré leur désillusion. Ils fondèrent un village appelé Lansing Township du nom du juriste et dirigeant politique américain John Lansing (en).
En 1847, Lansing Township est choisie comme nouvelle capitale de l’État du Michigan en remplacement de Détroit car cette dernière est trop proche des possessions britanniques du Canada, donc trop vulnérable en cas de guerre. La région était encore en grande partie sauvage : Lansing Township comptait alors moins de vingt habitants.
En avril 1848, Lansing Township est renommée Lansing. Au milieu des années 1880, Ransom E. Olds et Frank G. Clark y fabriquent leur premier véhicule à moteur, qui fut à l'origine d'un vaste essor industriel dans toute la région.
À la veille de la Seconde Guerre mondiale, l'État du Michigan s'imposa comme le cœur de l'industrie automobile américaine. La grande récession de 1979-1982 fut particulièrement désastreuse pour la construction automobile régionale, qui a perdu un tiers de ses emplois. Depuis, les grands établissements construits à Lansing avant ou pendant les années 1940 ferment leurs portes les uns après les autres, laissant d'immenses espaces en friche.

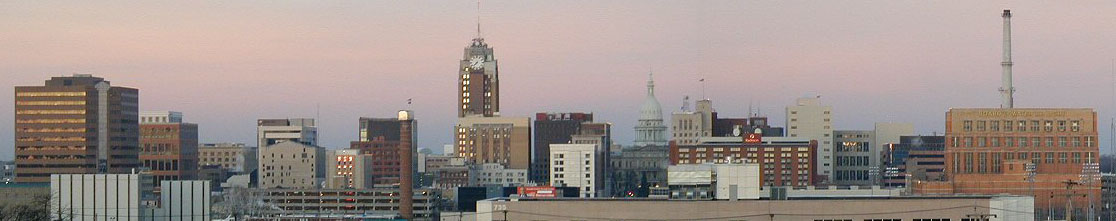
Panorama de la ville.

## Économie
Lansing est un vieux centre de production industrielle, spécialisé dans l'industrie automobile depuis la fin du XIXe siècle. C'est en effet à Lansing que naquit, en 1899, la première compagnie automobile, Ransom Olds. La ville possède également des industries métallurgiques et chimiques.

## Démographie
| Groupe            | Lansing | Michigan | États-Unis |
| ----------------- | ------- | -------- | ---------- |
| Blancs            | 61,2    | 79,0     | 72,4       |
| Afro-Américains   | 23,7    | 14,2     | 12,6       |
| Métis             | 6,2     | 2,3      | 2,9        |
| Autres            | 4,4     | 1,5      | 6,4        |
| Asiatiques        | 3,7     | 2,4      | 4,8        |
| Amérindiens       | 0,8     | 0,6      | 0,9        |
| Total             | 100     | 100      | 100        |
|                   |         |          |            |
| Latino-Américains | 12,5    | 4,4      | 16,7       |

Selon l’American Community Survey pour la période 2010-2014, 86,91 % de la population âgée de plus de 5 ans déclare parler l'anglais à la maison, 5,74 % déclare parler l'espagnol, 1,06 % l'arabe, 0,69 % une langue chinoise, 0,58 % le vietnamien et 5,02 % une autre langue.

## Transport
- L'aéroport de Lansing (Michigan)

## Religion
- Diocèse de Lansing
- Liste des évêques de Lansing

## Jumelages
- Akuapim sud (Ghana) depuis 1997
- Cosenza (Italie) depuis 2000
- Guadalajara (Mexique) depuis 1982
- Lanzhou (Chine)
- Ōtsu (Japon) depuis 1969
- Saint-Pétersbourg (Russie) depuis 1992
- Sakaide (Japon)
- Saltillo (Mexique) depuis 1994
- Sanming (Chine) depuis 1997